# Nadeem F. Paracha
Nadeem Farooq Paracha (urdu: ندیم فاروق پراچہ), (n. 6 februarie 1967, Karachi), este un jurnalist de stânga-liberal pakistanez, critic cultural, satirist și autor de povestiri scurte. Este autorul cyber-romanului scurt științifico-fantastic distopic Acidity  Arhivat în 19 aprilie 2009, la Wayback Machine. din 2003.